# SS Cosmos
S.S. Cosmos este o echipă de fotbal din Serravalle, San Marino.

## Titluri
- 1  Campionato Sammarinese (2000/2001)
- 4  Coppe Titano (1980) (1981) (1995) (1999)
- 3 Trofeo Federale (1995) (1998) (1999)

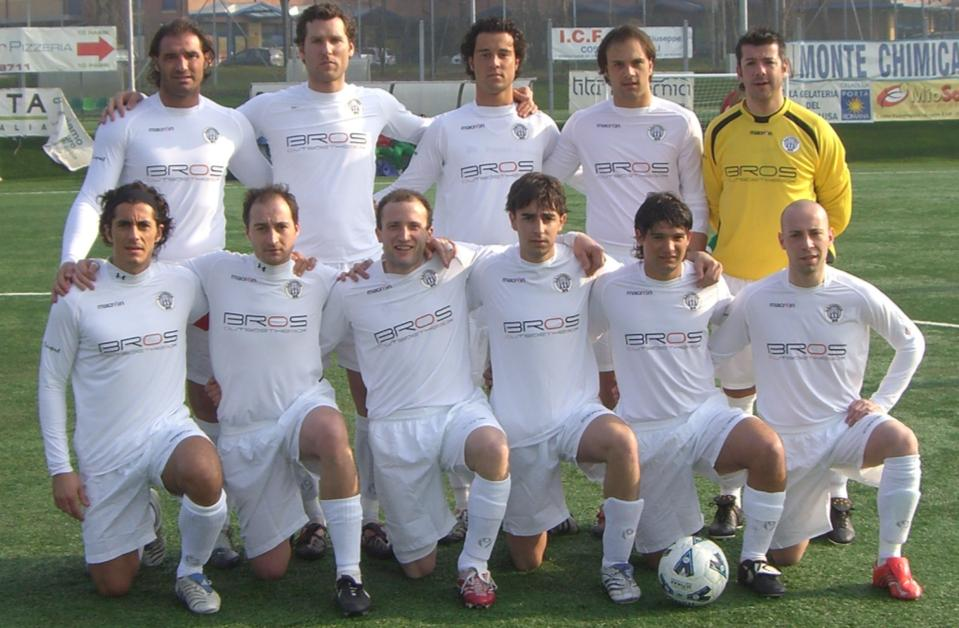
Echipa titulară